# Urknall, Weltall und das Leben
Urknall, Weltall und das Leben (Abkürzung: UWudL) ist ein deutscher YouTube-Kanal, auf dem Wissenschaftler aus ihren Fachbereichen berichten. Seine Schwerpunkte liegen bisher auf den Bereichen Physik, Astrophysik, Astronomie, Kosmologie und Raumfahrt.

## Geschichte
Der Kanal ging am 17. September 2014 online. Sein Begründer war der Astrophysiker Josef M. Gaßner. Die Beiträge bestanden zunächst aus einigen Vorträgen von Gaßner und dem Astrophysiker Harald Lesch sowie einer Vielzahl von kurzen Gesprächen (5 bis 15 Minuten) zwischen Gaßner und Lesch über verschiedene wissenschaftliche Themen. Im November 2014 begann Lesch die erste dreiteilige Serie Kosmologisch.
Im Jahr 2015 kamen mit Rainer Blatt, Hartmut Zohm, Hanns Ruder, Ernst Peter Fischer und Michael Apel weitere Wissenschaftler zu Wort. Lesch begann seine 20-teilige Serie zum Thema Klimawandel.
Gaßner begann 2016 seine Serie Von Aristoteles zur Stringtheorie, die er mit etwa einem Beitrag monatlich fortsetzt und im Januar 2024 auf 96 Folgen anwuchs. In dieser Serie gibt er einen Abriss der Physik von ihren Anfängen bis heute. Zur Serie schrieb er zusammen mit Jörn Müller ein Begleitbuch Können wir die Welt verstehen? Meilensteine der Physik von Aristoteles zur String-Theorie.
In den folgenden Jahren beteiligten sich immer mehr Wissenschaftler mit Einzelvorträgen oder auch mit eigenen Serien an dem Projekt. Durch Spenden konnte für die Herstellung der Videos eine eigene Ausrüstung erworben werden und Fachleute wurden dafür eingestellt.
Das Team besteht Stand Januar 2024 aus den Wissenschaftlern Josef M. Gaßner, Andreas Müller, Harald Lesch, Hartmut Zohm, Elmar Junker, Peter Kroll, Jenny Wagner, Christian Köberl, Sara Konrad, Helmut Preisinger und Jörn Müller, die für die Videos, News und Bücher verantwortlich sind. Die Technik, Website, Schnitt und Vorschaubilder machen Björn Pucks, Mustafa Basaran, Christopher Jammrath, Gerhard Röck und Rainer Raisch.

## Inhalt
Parallel zum YouTube-Kanal betreibt Gaßner die Webseite www.urknall-weltall-leben.de auf der neben den bei YouTube angebotenen Videos auch ein Shop mit den vom Betreiberteam veröffentlichten Bücher angeboten wird.  Neben dem Hauptkanal werden auf einem weiteren Kanal Videowissen Inhalte wie Fragerunden, englische Videos und anderes veröffentlicht.

## Rezeption und Reichweite
Im Online-Wissenschaftsportal Spektrum.de der Zeitschrift Spektrum der Wissenschaft werden die Vorträge des Kanals Urknall, Weltall und das Leben eingebunden. Die Vorträge der Reihe Die größte Geschichte aller Zeiten, gehalten im Rahmen des Wissenschaftsjahres der Ludwig-Maximilians-Universität München 2023, wurden für den Kanal Urknall, Weltall und das Leben aufgezeichnet und so einer breiten Öffentlichkeit zugänglich gemacht. Die niedrigsten Zugriffszahlen lagen über 20.000, die höchsten über 500.000.

## Veröffentlichungen (Auswahl)
- Harald Lesch, Josef M. Gaßner: Urknall, Weltall und das Leben – vom Nichts bis heute Morgen. Komplett-Media, Grünwald/München 2012, ISBN 978-3-8312-0389-5.
- Josef M. Gaßner, Jörn Müller: Können wir die Welt verstehen? Meilensteine der Physik von Aristoteles zur Stringtheorie. S. Fischer Verlag, Frankfurt am Main 2019, ISBN 978-3-10-397481-2.
- Josef M. Gaßner, Jörn Müller: Kosmologie – die größte Geschichte aller Zeiten. S. Fischer Verlag, Frankfurt am Main 2022, ISBN 978-3-10-397181-1.